# Crátero
Crátero (c. 370 a. C. - 321 a. C., en griego antiguo Κρατερός) fue un general macedonio que formó parte del ejército de Alejandro Magno. A la muerte de este, se convirtió en uno de los diádocos que luchó por los territorios del Imperio.

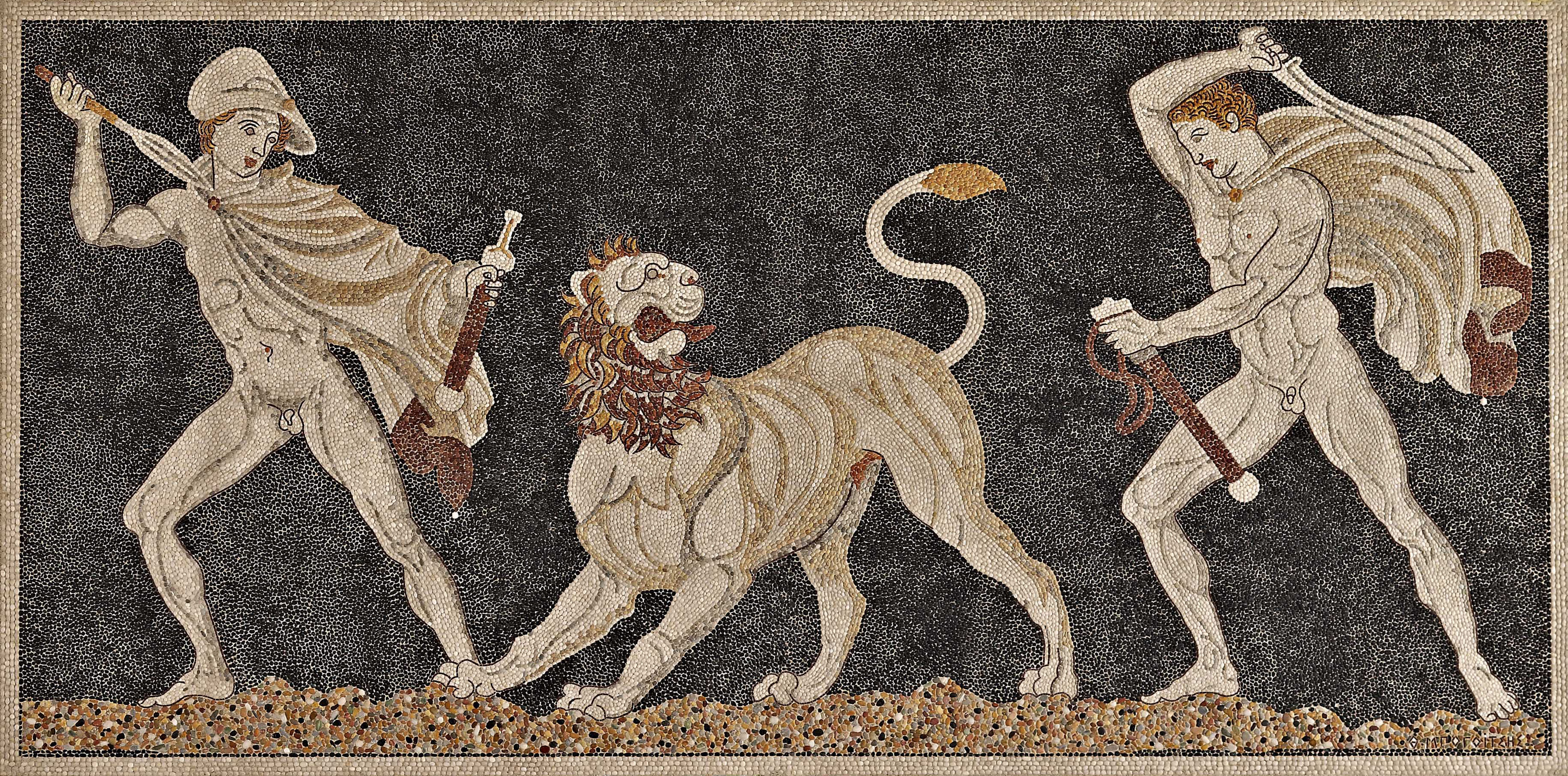
Alejandro Magno y Crátero cazando un león, mosaico hallado en Pella.

Era hijo de un aristócrata macedonio llamado Alejandro. Crátero comandó el ala izquierda de la infantería en la batalla de Issos (333 a. C.). En Hircania se le encargó una misión contra los tapurios, su primer mando independiente en el ejército macedonio. En la batalla del Hidaspes (326 a. C., cerca del actual Jhelum), comandaba la retaguardia, que se quedó en la orilla oeste. Sus hombres intervinieron en la batalla solamente al final de ésta.
Durante las largas celebraciones en Susa, Crátero se casó con la princesa Amastris, hija de Oxatres, hermano de Darío III. Crátero y Poliperconte fueron elegidos para guiar a 11.500 soldados veteranos en la vuelta a Macedonia. Crátero fue a Cilicia, donde ordenó construir una flota cuando Alejandro murió inesperadamente en Babilonia.
Según las fuentes griegas, Alejandro le dijo a Pérdicas que daría su imperio kratistôi, «al más fuerte». Algunos investigadores han especulado que Alejandro en realidad dijo que dejaba su reino 'a Crátero', otra posible interpretación de sus últimas palabras. En el lecho de muerte, sus generales le preguntaron a quién legaría su reino. Ya que Alejandro no tenía ningún heredero legítimo y obvio (su hijo Alejandro IV nacería tras su muerte, y su otro hijo era de una concubina, no de una esposa), era una cuestión de vital importancia. Se debate mucho lo que Alejandro respondió: algunos creen que dijo Krat'eroi (‘al más fuerte’) y otros que dijo Krater'oi (‘a Crátero’). Esto es posible porque la pronunciación griega de ‘el más fuerte’ y ‘Crátero’ difieren solo por la posición de la sílaba acentuada. La mayoría de los historiadores creen que si Alejandro hubiera tenido la intención de elegir a uno de sus generales, obviamente hubiera elegido a Crátero porque era el comandante de la parte más grande del ejército, la infantería, porque había demostrado ser un excelente estratega y porque tenía las cualidades del macedonio ideal. Pero Crátero no estaba presente, y los otros pudieron haber creído oír Krat'eroi, ‘el más fuerte’. Fuera cual fuese su respuesta, Crátero no parecía ansiar el cargo. Entonces, el imperio se dividió entre sus sucesores (los diádocos).
En 322 a. C. Crátero ayudó a Antípatro en la Guerra Lamiaca contra Atenas. Navegó con su flota cilicia hasta Grecia y dirigió las tropas en la Batalla de Crannon en 322 a. C. Cuando Antígono se levantó contra Pérdicas y Eumenes de Cardia, Crátero se unió a él, al lado de Antípatro y Ptolomeo. Se casó con Fila, hija de Antípatro. Murió en una batalla contra Eumenes en Asia Menor, en algún lugar cercano al Helesponto, en 321 a. C., donde su ejército contaba con 20.000 infantes y 2.000 jinetes, mientras que el de su rival 20.000 infantes y 5.000 jinetes.